# 宋愛
宋愛（？—1754年），字體仁、號敬齋，甘肅靖遠人，清朝軍事將領。甘肅提督宋可進嗣子。
宋愛自幼習武，雍正元年（1723年）登癸卯恩科武進士二甲三名，授三等侍衛。次年授開封營都司。雍正七年（1729年），授山東即墨營參將。雍正八年（1730年），調山西汾州營參將。同年，又授浙江紹興協副將。雍正九年（1731年），署理河陽南陽鎮總兵。雍正十年（1732年），先後調署湖廣永州鎮總兵、直隸天津鎮總兵。雍正十三年（1735年），調署正定鎮總兵。
乾隆元年（1736年），復任紹興協副將，委任辦理浙省鹽務。乾隆二年（1737年），署理平陽協副將。乾隆五年（1740年），署理定海鎮總兵。乾隆六年（1741年），調湖北襄陽鎮總兵。乾隆七年（1742年），調貴州安籠鎮總兵。乾隆十年（1745年），任貴州古州鎮總兵。乾隆十三年（1748年），兼署鎮遠鎮總兵。乾隆十八年（1753年），擢升為貴州提督。乾隆十九年（1754年）九月病逝。

## 延伸阅读
[在维基数据编辑]
 《清史稿/卷299》，出自趙爾巽《清史稿》
 《清史稿/卷299》